# 文化の盗用

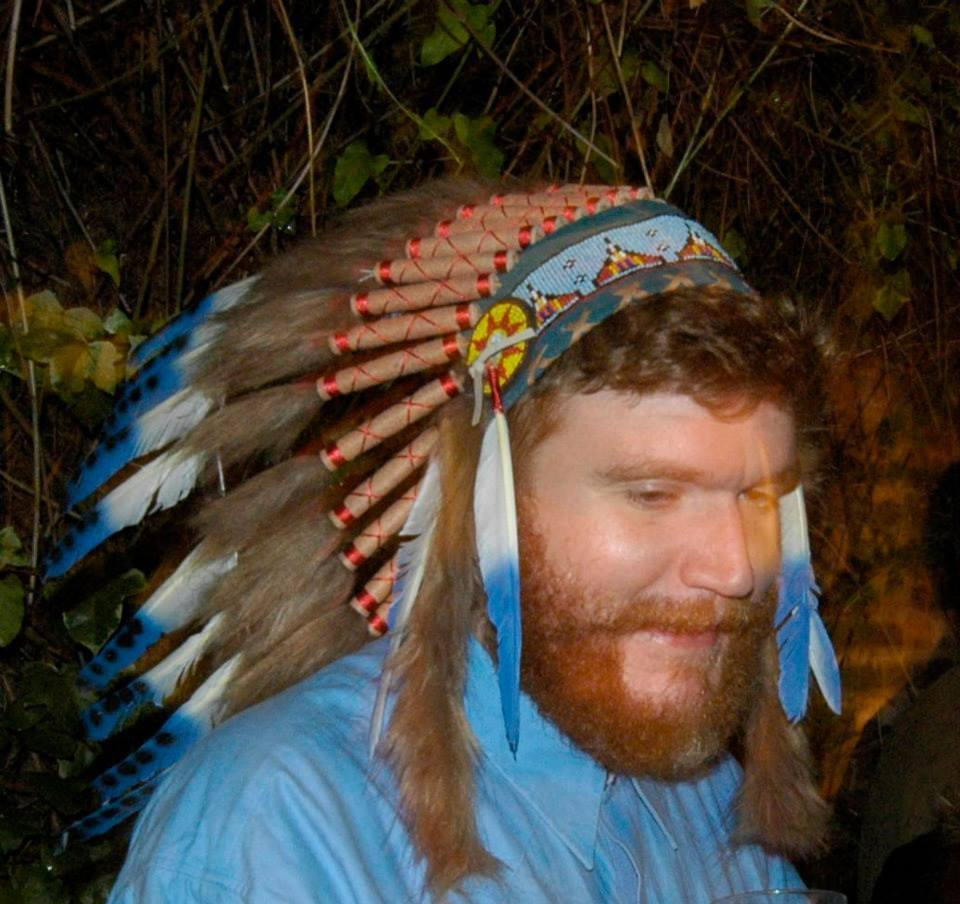
ネイティブアメリカンの出陣用帽子を非ネイティブアメリカンが「ファッションアクセサリー」として着用することは文化の盗用の典型例である

文化の盗用（ぶんかのとうよう、英: cultural appropriation）とは、ある文化やアイデンティティの要素を、別の文化やアイデンティティのメンバーが「不適切」、または「無自覚」に取り入れることを指す。
文化の盗用は、馴化・同化、あるいは平等な文化交流とは異なり、植民地主義の一形態である。支配的な文化のメンバーが少数派の文化を取り入れる場合に、とくに論議を呼ぶことがある。

## 定義
文化的要素が支配的な文化のメンバーによって少数派の文化からコピーされ、これらの要素が本来の文化的文脈の外で、時には起源となる文化のメンバーの明示的な希望に反して使用される場合、その実践はしばしば否定的に受け取られる。
文化の盗用は、文化保存に取り組む先住民や、起源となる少数文化の集団的知的財産権を擁護する人々、植民地支配の下で生きてきた、あるいは生きている人々など、さまざまな集団や個人によって有害であると考えられている。文化の盗用には他文化の宗教や文化の伝統、ダンスステップ、ファッション、記号、言語、音楽などを利用することがある。
このような盗用を搾取的とみなす人々は、文化的要素が元の文化的文脈から取り除かれると失われたり歪んだりし、そのような表現は無礼なものとなり、冒涜の一形態でさえあると述べている。元の文化にとって深い意味を持つ文化的要素も、支配的な文化圏の人々にとっては「エキゾチック」なファッションや玩具に成り下がってしまうかもしれない。このようなことが行われると、「抑圧を経験していない模倣者は、他の文化が直面する日常的な差別を経験することなく、一時的に『異国』の他者を『演じる』ことができる」とキャスティン・ジョンソンは書いている。アメリカの黒人学者、ミュージシャン、ジャーナリストのグレッグ・テイトは、文化の盗用や「フェティシズム化」は、実際、その文化を盗用される人々を疎外すると主張している。
また、「文化の盗用」という概念自体も、激しい批判と議論の対象になってきた。批評家たちは、この概念が一般大衆によってしばしば誤解されたり、誤って適用されたりすることを指摘し、「文化の盗用」の罪が、異なる文化の食べ物を試したり、異なる文化について学んだりする状況に対して誤って適用されることがあるとしている。また、「通常定義される文化の盗用という行為は社会的被害を意味するものではない、あるいはこの用語は概念的な一貫性を欠いている」とする意見もある。さらに、この用語は、知的自由や芸術家の自己表現に恣意的な制限を加え、集団の分断を強化し、解放感よりも敵意や不満の感情を促進する可能性がある。

## 概要

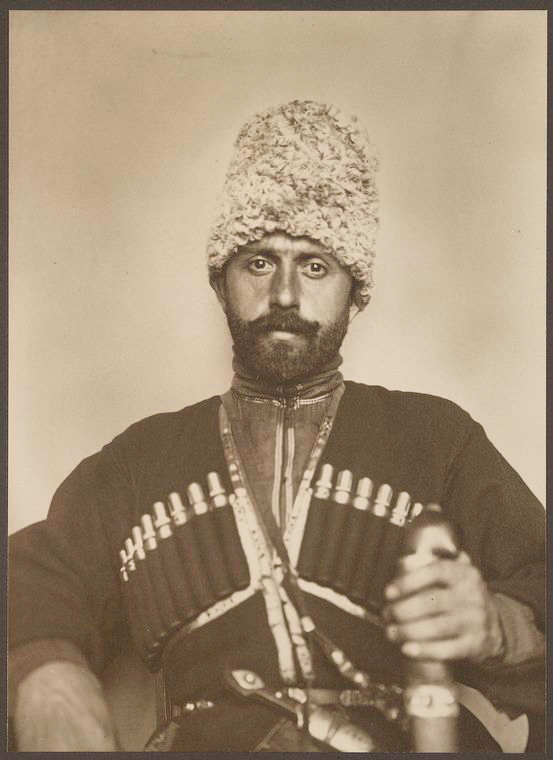
コサックがコーカサスの先住民から文化的特徴とともに盗用した衣服「チョカ」を身につけたコサック人

文化の盗用とは、人間が作り出した視覚的・非視覚的な文化のアイデア、シンボル、芸術品、その他の側面を利用することである。文化の盗用は、その適用に議論の余地がある概念であるため、その妥当性は多くの議論の対象になってきた。文化の盗用に反対する人々は、対象となる文化が少数民族であったり、社会的、政治的、経済的、軍事的に支配的文化に劣位にある場合、あるいは民族や人種間の紛争の歴史など、他の問題が絡む場合、多くの事例を不正盗用とみなす。リンダ・マルティン・アルコフは、文化的アウトサイダーが、抑圧された文化のシンボルやその他の文化的要素、例えば音楽、ダンス、精神的儀式、服装、言動、社会行動などを、本来の文化的文脈で尊重するのではなく、矮小化してファッションとして利用する場合によく見られると書いている。反対派は、植民地主義、文脈、盗用と相互交流の違いといった問題を、文化の盗用を分析するための中心的なものとして捉えている。彼らは、相互交流は「公平な場」で行われるのに対し、文化の盗用は、抑圧された文化の断片が、歴史的に抑圧されてきた人々によって文脈から取り出され、その要素を正しく理解し、尊重し、利用する文化的背景が欠如していると主張する。
文化の盗用に対するもう一つの見解は、批判するために文化の盗用を呼びかけることは、進歩的なルーツを持ちながらも「非常に保守的なプロジェクト」であり、「第一に、確立した文化の内容をホルムアルデヒドで保存しようとし、第二に、その文化に他者が交流するのを妨げようとする」ことである。例えば、映画『スター・ウォーズ』は黒澤明監督の『隠し砦の三悪人』の要素を取り入れたが、この作品自体もシェイクスピアの要素を取り入れている。文化間の融合は、アメリカ風中華料理、日本の現代の寿司（起源は東南アジア）、バインミーなどの食品を生み出し、それぞれがそれぞれの文化のアイデンティティを反映していると主張されることもある。

## 学術的な研究
オックスフォード英語辞典の最も古い引用文献は、オリエンタリズムを論じたアーサー・E・クリスティの1945年のエッセイである。この言葉は1980年代、西洋の膨張主義に対するポストコロニアル批判の議論の中で広く使われるようになったが、「文化的植民地主義」という概念は、1976年のケネス・クーツ＝スミスの「文化的植民地主義の問題に関するいくつかの一般的観察」などで、それ以前に検討されていた。
文化・人種理論家のジョージ・リプシッツは、「戦略的反本質主義」という言葉を使い、自分自身や自分のグループを定義するために、自分以外の文化形式を計算づくで利用することを指している。戦略的反本質主義は、少数派文化にも多数派文化にも見られるものであり、他者を利用することだけに限定されるものではない。しかし、リプシッツは、多数派文化が少数派文化の盗用によって戦略的に自らを反本質化しようとする場合、すでに存在する多数派対少数派の不平等な力関係を永続させないために、これらの文化形態の社会史的状況や意義に細心の注意を払う必要があると主張している。

## コンセプトに対する批判
コロンビア大学教授のジョン・マクウォーターは2014年にこの概念を批判し、文化の借用や相互作用は一般的にポジティブなことであり、通常は賞賛から行われるもので、模倣される文化を傷つける意図はないと主張した。また、盗用を意味することもある「アプロプリエーション」という特定の用語は、文化のように万人から限られた資源と見られていないものに適用すると誤解を招くと主張した。2018年、保守派のコラムニストであるジョナ・ゴールドバーグは、文化の盗用はポジティブなものであるとし、それに対する反対を、一部の人々の不快感を与えたいという欲求の産物であると断じた。ニューヨーク・タイムズの倫理コラムニストであるクワメ・アンソニー・アピアは、文化の盗用という用語は、侮蔑的な行動を財産犯として誤って表示していると述べている。アピアによれば、『他のアイデンティティ・グループに関連するシンボルや盛装の使用における重要な問題は、「所有権はどうなっているのか？」ではない。むしろ「私の行動は無礼なのか？」ということである。』
2016年、作家のライオネル・シュライバーは、文化的多数派の作家には文化的少数派の人の声で書く権利があると述べ、これが文化の盗用に当たるという考えを攻撃した。米国の大学生がソンブレロを着て「テキーラ・パーティー」に参加したことで懲戒処分を受けたケースに言及し、 「ソンブレロ・スキャンダルの教訓は明確である。他の人々の帽子の試着はしないほうがいい。しかし、私たちはそれをするためにお金を貰っているのでしょう？他人の靴に入り、その帽子をかぶってみるために。」と述べた。 2019年のブッカー賞受賞に際し、ベルナルディン・エヴァリストは文化の盗用という概念を否定し、作家に対して「自分の文化を超えて書かない」ことを要求するのは馬鹿げていると述べている。

## 事例

### ネイティブ・アメリカン
批評家の間では、先住民の文化の誤用や詐称は、植民地主義の搾取形態の一つであり、先住民文化の破壊の一歩と見なされている。
このような先住民文化の悪用の結果、いくつかの部族や国際連合総会はこの問題についていくつかの宣言を発表している。『ラコタ族の精神文化の搾取者に対する宣戦布告』には次のような一節がある。
我々は、非インディアンによる我々の儀式の収奪に「お墨付き」を与えるために我々自身のコミュニティの中から現れた、いかなる「白人のためのシャーマン」に対しても、ゼロトレランスの姿勢を主張する。そのような「プラスチック・メディシンマン」はすべて、ラコタ、ダコタ、ナコタの人々の敵である。
先住民族の権利に関する国連宣言の第31条1項には次のように書かれている。
先住民は、自己の文化遺産、伝統的知識、伝統的文化表現を維持、管理、保護、発展させる権利を有する。また、人的及び遺伝的資源、種子、医薬品、動植物の特性に関する知識、口承、文学、デザイン、スポーツ及び伝統的ゲーム並びに視覚的及び実演的芸術を含む、科学、技術、文化も同様である。また、彼らは、そのような文化遺産、伝統的知識、伝統的文化表現に関する知的財産を維持、管理、保護、発展させる権利を有する。
アメリカ合衆国で1970年頃から活動しているカウンターカルチャー・ニューエイジのグループ、レインボーファミリーには、「このグループはホピ族の長老や他の先住民からネイティブアメリカンの予言(いつかレインボーウォリアーが来て世界を救う)の成就である」というレインボーに関する流言があり、このことがレインボーファミリーによく見られる文化の盗用を許していた。マイケル・I・ニマン著『People of the Rainbow: A Nomadic Utopia』（1997年）によると、この神話のルーツは『Warriors of the Rainbow』という1962年に出版されたキリスト教福音派の冊子にまでさかのぼる。それはネイティブアメリカンのコミュニティ内で伝道する試みであり、先住民に対する攻撃であった。
2015年、アメリカ先住民の学者や作家のグループは、レインボーファミリーの搾取行為に対して声明を発表した。
「レインボーのメンバーは無自覚かもしれないが、彼らは、私たちの文化と人間性を我々の土地のように誰でも自由にできると暗示している。我々先住民族の戦いの部外者であるレインボーギャザリングは、善より悪をもたらしているし、今後ももたらすであろう。」
先住民の知的財産について書いた記事の中で、NARF（Native American Rights Fund）の理事レベッカ・ツォシエ教授は、これらの財産権が個人ではなく集団で保有されることの重要性を強調している。
長期的な目標は、実際に二つのことを認める法制度を整備することである。第一に、先住民は自決権を持つ人々であり、それには先住民に属するすべての財産に対する統治権が含まれることである。第二に、先住民の文化表現も伝統的知識も知的財産の一形態であるが、それらは集団に属する資源であり、一個人がそれらの資源の権利を譲渡することはできないということである。部族国家は実際にそれらを集団で所有している。

## 日本
現在の日本において、「文化の盗用」という発想や価値観は非常に希薄である。むしろ、日本人は外国人による日本文化の積極的な利用を歓迎する傾向がみられる。
例えば、日本の観光地では日本人・外国人を問わず「和服のレンタル」が広く行われており、日本人はこれを好意的に受け入れることが多い。日本人の場合、「文化の盗用を理由に外国人を嫌悪する」というよりも、むしろ「外国人のマナーの悪さ」が問題視されるケースが多い。一方、外国人の間では「自分のマナー」よりも、「日本語を話せないのに、堂々と和服を着てSNSに投稿すること」への批判が多く見られている。このように、「文化の盗用」という言葉に対して、日本人と外国人の認識や理解には根本的な違いがあると言える。また、「文化の盗用」という言葉自体も、日本人よりも、主に外国人によって使われることが圧倒的に多い。
さらに、「盗用された」とされる日本人が「とくに問題だと感じない」場合に、「自文化への保護意識が低い」と批判する団体が散見される。一方で、「盗用されても特に何も感じない」とする人々は、そうした批判を「度量が狭い」や「知識人による言説」とみなし、直接に無視する傾向がある。こうした状況を反映し、日本の学術研究では、文化の盗用がインターネット上の炎上防止や企業倫理、リスクマネジメントの文脈で論じられることが多い。
一方で、日本における文化盗用という概念と、日本帝国主義や単一民族観との関連性を指摘する声もある。2023年には、アイヌの意匠を使用した航空自衛隊の部隊のマークに対し、アイヌ団体が「大和民族はアイヌ民族の文化を盗用した」と抗議する事例もあり、日本においても、文化盗用概念を援用する動きがみられる。